# Pseudoacontias madagascariensis
Pseudoacontias madagascariensis — вид сцинкоподібних ящірок родини сцинкових (Scincidae). Ендемік Мадагаскару.

## Поширення і екологія
Pseudoacontias madagascariensis відомі лише за типовим зразком, зібраним на півночі острова Мадагаскар.